# Église Saint-Procope de Novgorod
L'église Saint-Procope (en russe : Церковь Проко́пия) se trouve à Veliki Novgorod où elle fait partie de l'ensemble de la « Cour de Iarsolav ».

## Historique

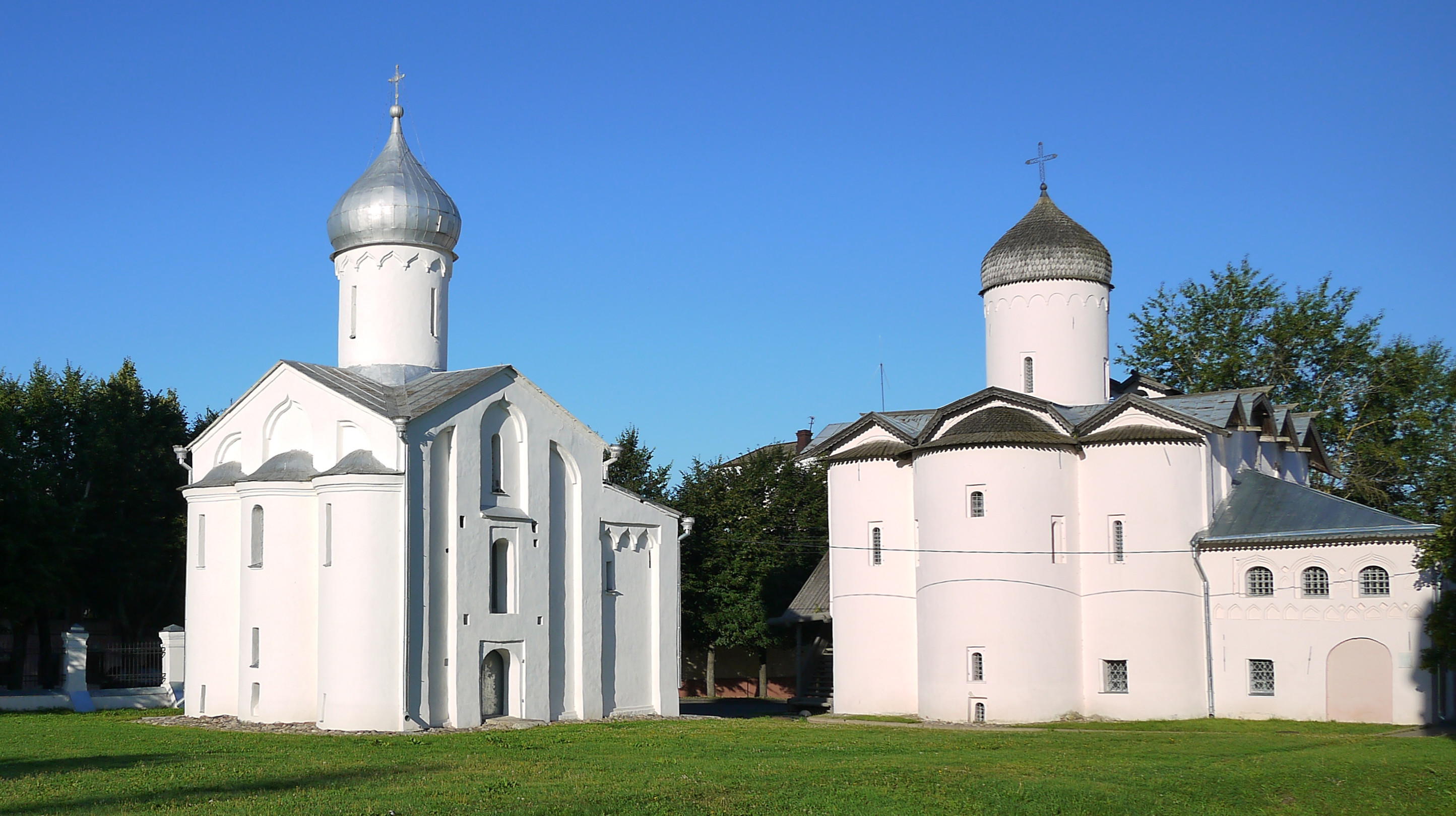
Église des Saintes-Femmes et Saint Procope

Saint Procope est un marchand allemand de Lübeck qui se convertit à l'orthodoxie dans les années 1240 à Novgorod. Il partit ensuite à Veliki Oustioug, où il entama une vie de Fol-en-Christ pendant 30 ans. Après sa mort en 1303 des récits de miracles grâce à son intervention se répandirent, et il fut canonisé en 1547.
L'église qui lui est dédiée à Novgorod a été construite en 1529, à la demande et avec les fonds du marchand moscovite Dmitri Ivanovitch Syrkov. C'est une église de petite dimension, à une seule coupole. Elle s'élève sur trois niveaux au-dessus de la cave. La séparation des étages n'apparaît pas sur toutes les façades. La toiture à pignons qui divise la toiture en 8 pans, témoigne de l'influence allemande à Novgorod. L'architecture de l'église mélange harmonieusement la tradition locale et les tendances nouvelles, qui viennent à l'époque de Moscou, dont notamment les trois absides semi-circulaires au lieu d'une seule qui arrivent presque à hauteur du toit. Les façades elles-mêmes sont divisées en trois parties et leurs arcatures ont des tracés en arcs brisés.
L'église est voisine de l'église des Saintes-Femmes qui date de la même époque.

### Note
- (ru) Cet article est partiellement ou en totalité issu de l’article de Wikipédia en russe intitulé « Церковь Прокопия (Великий Новгород) » (voir la liste des auteurs).